# Молинара (Италия)
 Тази статия е за селото в Южна Италия.  За сорта грозде вижте Молинара.  
Молина̀ра (на италиански: Molinara) е село и община в Южна Италия, провинция Беневенто, регион Кампания. Разположено е на 582 m надморска височина. Населението на общината е 1681 души (към 2010 г.).